# Psomophis joberti
Psomophis joberti là một loài rắn trong họ Rắn nước. Loài này được Sauvage mô tả khoa học đầu tiên năm 1884.